# 威洛牧場 (加利福尼亞州)
威洛牧場（英語：Willow Ranch）是位於美國加利福尼亞州莫多克縣的一個非建制地區。該地的面積和人口皆未知。

## 地理
威洛牧場的座標為41°54′09″N 120°21′30″W / 41.90250°N 120.35833°W，而該地的平均海拔高度為1442米（即4731英尺）。